# Валдкапел
Валдкапел (њем. Waldkappel) град је у њемачкој савезној држави Хесен. Једно је од 16 општинских средишта округа Вера-Мајснер. Према процјени из 2010. у граду је живјело 4.709 становника. Посједује регионалну шифру (AGS) 6636012.

## Географски и демографски подаци
Валдкапел се налази у савезној држави Хесен у округу Вера-Мајснер. Град се налази на надморској висини од 257 m. Површина општине износи 96,5 km². У самом граду је, према процјени из 2010. године, живјело 4.709 становника. Просјечна густина становништва износи 49 становника/km².

## Међународна сарадња
| Мјесто     | Држава    | Врста сарадње | Од    |
| ---------- | --------- | ------------- | ----- |
|            | Румунија  | пријатељство  | 1991. |
| Хазерсвуде | Холандија | партнерство   | 1971. |
|            | Француска | партнерство   | 1970. |
| Извор      |           |               |       |